# European Inventory of Existing Commercial Chemical Substances
EINECS (englisch European Inventory of Existing Commercial Chemical Substances) ist das Altstoffverzeichnis (Altstoffe) der EU.

## Beschreibung
Im Jahr 1992 enthielt diese Liste 100.102 Stoffeinträge. In diese Liste wurden alle Stoffe aufgenommen, die zwischen dem 1. Januar 1971 und dem 18. September 1981, dem Zeitpunkt der Einführung der Ermittlungspflicht für das Gefährdungspotential chemischer Stoffe, auf dem Markt waren. Die Stoffe, die im Europäischen Verzeichnis der auf dem Markt vorhandenen chemischen Stoffe vermerkt sind, wurden mit einer siebenstelligen Nummer im Format 2XX-XXX-X oder 3XX-XXX-X gekennzeichnet. Die Liste beginnt mit 200-001-8 (Formaldehyd) und endet bei 310-312-1.
Die ursprüngliche Liste wurde 1990 im Amtsblatt der Europäischen Gemeinschaften publiziert. 2002 wurde sie berichtigt und um übersehene Einträge ergänzt.
Diese Stoffe waren vorerst von einer Gefahrenermittlung im Sinne neuer Stoffe ausgenommen. Auf diese Weise wurde erreicht, dass die schon vorhandenen Stoffe nicht alle auf einen Schlag gemäß den Bestimmungen der REACH-Verordnung angemeldet werden mussten.
Dieser Anmeldevorgang für neue Stoffe (Neustoffe) enthält umfangreiche Prüfungen zum Gefährdungspotential, unter anderem auch die Einstufung mit anzubringenden Gefahrenpiktogrammen sowie H- und P-Sätzen.
Die EINECS-Nummer bezeichnet Stoffe sowohl in ihrer wasserfreien Form als auch in ihrer Hydratform, während es dafür häufig unterschiedliche CAS-Nummern gibt. Polymere mussten nicht im EINECS gemeldet werden. Sie gelten als gelistet, wenn die Monomere, aus denen sie bestehen, im EINECS aufgeführt sind.
Nach einer Vorschriftenänderung, die verschiedene vorher als Polymere angesehene Stoffe meldepflichtig machten, wurde eine dritte Liste für No-Longer-Polymers (NLP) eingerichtet.